# Rooter
Rooter es una consultora estratégica y de formación especializada en el desarrollo de contenidos para la Economía Digital, fundada en 2008.
Cuenta con oficinas en Madrid, España.

## Actividades

### Consultoría estratégica e investigación
La primera línea de trabajo de Rooter es la de Consultoría Estratégica. Realiza estudios, investigación y desarrollo de negocio en la Economía Digital y colabora, desde 2008, en la transformación digital de sectores como la Industria de Contenidos (música, cine, videojuegos, editorial); el desarrollo de las Smart Cities y la generación de modelos de negocio basados en Macrodatos. 
Forma parte de EUDECO, iniciativa europea para el desarrollo de la economía del dato, en consorcio con líderes europeos y colabora en proyectos con socios hispanoamericanos, principalmente en Chile y Perú.